# Daniel Rodich-Laskowski
Daniel von Berlinenkampf Rodich-Laskowski (ur. 23 lipca 1884 w Trybuchowej, zm. 30 października 1957 w Bytomiu) – polski prawnik, urzędnik, właściciel dóbr Bażanówka.

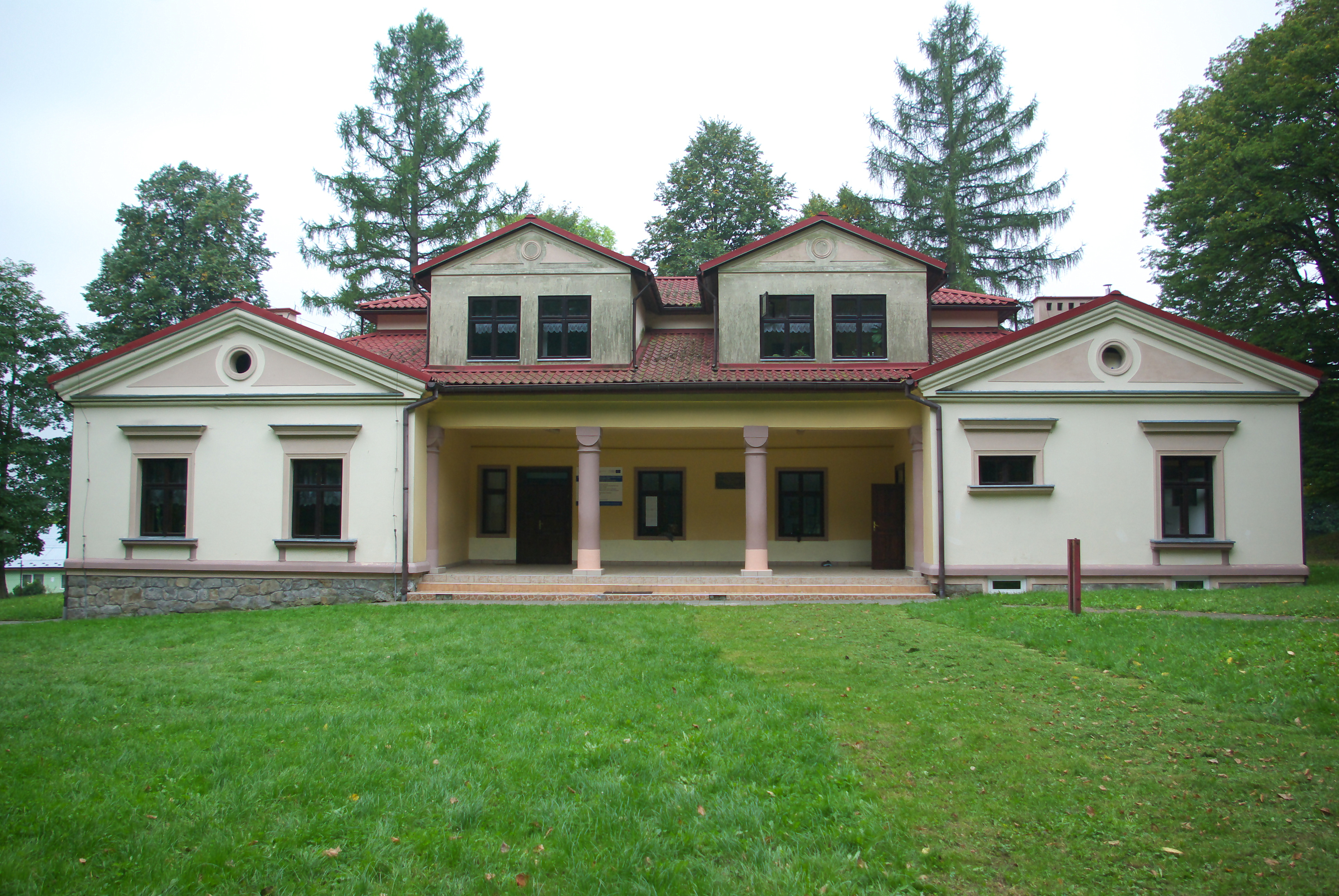
Budynek byłego dworu Laskowskich w Bażanówce

## Życiorys
Urodził się 23 lipca 1884 w Trybuchowej (gmina Kozowa, powiat brzeżański). Jego rodzicami byli Achilles (Attilius) Rodich von Berlinenkampf z Nadycz (1846–1932, urzędnik, zarządca dóbr) i Jadwiga Laskowska (zm. 1929) (córka Felicjana i Anieli herbu Łoś). Legitymował się tytułem barona. Ukończył studia na Wydziale Prawa Uniwersytetu Lwowskiego, po czym w 1907 zdał egzaminy sądowe. Podczas studiów był członkiem zwyczajnym Czytelni Akademickiej we Lwowie. Od stycznia 1908 do 1909 był praktykantem konceptowym C. K. Namiestnictwa we Lwowie. Od stycznia 1909 do 1914 był koncypientem namiestnictwa w starostwie c. k. powiatu kołomyjskiego. Podczas I wojny światowej, pełnił stanowisko komisarza powiatowego c. k. powiatu krakowskiego. Po odzyskaniu przez Polskę niepodległości pracował w administracji rządowej. Pełnił funkcję sekretarza ministra Władysława Grabskiego. Decyzją premiera Wincentego Witosa z 10 września 1921 został mianowany Naczelnikiem Wydziału w Prezydium Rady Ministrów. W latach 20. sprawował stanowisko naczelnika Wydziału Prezydialnego w Prezydium Rady Ministrów. W Prezydium Rady Ministrów pracował w randze radcy. Pod koniec lat 20. był szefem Biura Prezesa Rady Ministrów.
Był siostrzeńcem bezdzietnego Kazimierza Laskowskiego, przez którego został adoptowany w 1921, a po jego śmierci (1922) został dziedzicem dóbr Bażanówka. 15 lipca 1923 uczestniczył w Sanoku w uroczystości poświęcenia sztandaru miejscowego 2 Pułku Strzelców Podhalańskich. Jego żoną 17 sierpnia 1940 w Klimkówce została Maria (1901–1989), córka tamtejszego właściciela ziemskiego, Stanisława Ostaszewskiego, W tym samym czasie w związku z nadejściem frontu wschodniego opuścił z żoną Bażanówkę, przejściowo zamieszkiwali w pobliskiej Malinówce, Domaradzu, po czym przeprowadzili się do Bytomia. Tam zmarł 30 lipca 1957 i został pochowany na miejscowym cmentarzu.
Po II wojnie światowej majątek ziemski Laskowskich w Bażanówce został przejęty, w ramach tzw. reformy rolnej, przez Skarb Państwa Polski Ludowej. W budynku dworskim została umieszczona szkoła podstawowa. Część majątku ruchomego Daniel i Maria Ostaszewscy zabrali ze sobą do Bytomia. Spuścizna archiwalna, dokumentacja i jego korespondencja przechowywana jest w Ossolineum we Wrocławiu.

## Ordery i odznaczenia
- Krzyż Oficerski Orderu Odrodzenia Polski (2 maja 1923)[9][35]
- Krzyż Wojenny za Zasługi Cywilne III klasy (Austro-Węgry, 16 kwietnia 1917)[6]